# SAR 87
SAR 87 ist der Funkrufname des Bundeswehr-SAR-Hubschraubers, der auf dem Fliegerhorst Holzdorf (Brandenburg) stationiert ist.
Die Maschine vom Typ Airbus Helicopters H145M LUH SAR ersetzte im April 2021 die Bell UH-1D. SAR 87 ist Teil des SAR-Dienstes der Bundeswehr (Transporthubschrauberregiment 30 seit 2013).

## Besatzung und Ausrüstung
Zur Besatzung des Hubschraubers gehören zwei Piloten (Luftwaffe: früher ein Pilot und ein Bordtechniker) und ein Luftrettungsmeister (Notfallsanitäter/Rettungsassistent). Ein Notarzt gehört nicht zur festen Crew. Der Hubschrauber ist mit einer Rettungswinde und Außenlasthaken ausgestattet.